# Herb Alpert Presents Pete Jolly
| Recensione | Giudizio |
| ---------- | -------- |
| AllMusic   |          |

Herb Alpert Presents Pete Jolly è un album del pianista jazz statunitense Pete Jolly, pubblicato dall'etichetta discografica A&M Records nell'aprile del 1968 .

## Tracce

### LP
Lato A (SP-4189)
1. Windows of the World – 4:57 (testo: Hal David – musica: Burt Bacharach)
2. Serenata – 3:07 (testo: Mitchell Parish – musica: Leroy Anderson)
3. Dindi (Jin-jee) – 4:09 (testo: Ray Gilbert (adattamento testo in inglese) – musica: Antônio Carlos Jobim)
4. You've Got to Be There – 3:07 (Estelle Levitt, Ruth Sexter)
5. Like a Lover – 3:03 (testo: Nelson Motta; Alan Bergman, Marilyn Bergman (testo in inglese) – musica: Dori Caymmi)

Lato B (SP-4190)
1. Lonely Girl – 5:32 (Hefti, Livingston, Evans)
2. Amy's Theme – 2:58 (John S. Sebastian)
3. Love So Fine – 2:40 (testo: Tony Asher – musica: Roger Nichols)
4. For Carl – 3:58 (musica: Leroy Vinnegar)
5. Dancing in the Street – 3:06 (William Stevenson, Marvin Gaye)

## Musicisti
- Pete Jolly – pianoforte
- John Pisano – chitarra
- Chuck Berghofer – contrabbasso
- Earl Palmer – batteria

Note aggiuntive
- Herb Alpert – produttore
- Larry Levine e Thorn Nogard – ingegneri delle registrazioni
- Tom Wilkes – art director copertina album originale
- "Corporate Head" – design copertina album originale
- Guy Webster – foto copertina album originale [3]